# Louise Romeike
Louise Romeike (nacida como Louise Svensson Jähde, 8 de octubre de 1990) es una jinete sueca que compite en la modalidad de concurso completo. Ganó dos medallas en el Campeonato Europeo de Concurso Completo, plata en 2017 y bronce en 2019, en la prueba por equipos.

## Palmarés internacional
| Campeonato Europeo | Campeonato Europeo   | Campeonato Europeo | Campeonato Europeo |
| Año                | Lugar                | Medalla            | Categoría          |
| ------------------ | -------------------- | ------------------ | ------------------ |
| 2017               | Strzegom (Polonia)   | Medalla de plata   | Por equipos        |
| 2019               | Luhmühlen (Alemania) | Medalla de bronce  | Por equipos        |